# Eugen Wörner
Eugen Wörner (* 4. Mai 1882 in Obergröningen; † 27. September 1959) war ein deutscher Architekt und Baubeamter, der vom 8. März 1933 bis 1944 Oberbürgermeister der Stadt Plauen im Vogtland war.
Wörner war der Sohn eines Volksschullehrers. Nach dem Besuch der Oberrealschule in Stuttgart studierte er Architektur an der Technischen Hochschule Stuttgart und an der Kunstgewerbeschule Stuttgart. Im Jahr 1902 legte er die Diplom-Vorprüfung und das Staatsexamen als öffentlicher Feldmesser ab, im Jahr darauf die Diplom-Hauptprüfung im Hochbaufach. Anschließend trat er als Regierungsbauführer (Referendar in der öffentlichen Bauverwaltung) in den Vorbereitungsdienst ein. Nach dem Staatsexamen im Hochbaufach und der folgenden Ernennung zum Regierungsbaumeister (Assessor in der staatlichen Bauverwaltung) im Jahr 1909 wurde er in der Bauabteilung des königlich württembergischen Finanzministeriums eingesetzt. Zwei Jahre später erfolgte die Versetzung als Regierungsbaumeister an das königliche Hofbauamt in Stuttgart, wo er 1914 zum Vorstand mit Titel und Rang eines königlichen Hofbaurats befördert wurde. 
Im Jahr 1926 verließ Wörner den Staatsdienst, ging als Stadtbaudirektor für das Hochbauwesen nach Pforzheim und 1928 als Stadtbaurat nach Plauen. Am 8. März 1933 erschien er mit weiteren NSDAP-Vertretern beim Plauener Oberbürgermeister Max Schlotte und erklärte ihn für abgesetzt. Wörner übernahm selbst zunächst kommissarisch das Amt, bevor er am 24. Mai 1933 offiziell als neuer Oberbürgermeister bestätigt wurde.